# Krzysztof Makowski (historyk)
Krzysztof Antoni Makowski (ur. 17 lipca 1956 w Bydgoszczy) – polski historyk, profesor nauk humanistycznych, profesor zwyczajny w Zakładzie Historii XIX wieku Wydziału Historii Uniwersytetu im. Adama Mickiewicza w Poznaniu.

## Życiorys
Studia historyczne na Uniwersytecie im. Adama Mickiewicza w Poznaniu ukończył w 1979. Doktorat obronił w 1990, a habilitację w 2005. Tytuł naukowy profesora uzyskał w 2014.
Specjalizuje się w historii Polski XIX-XX wieku. Od 2015 jest członkiem Zarządu International Committee of Historical Sciences, w 2021 został wybrany na wiceprezydenta. Sprawował funkcje: wicedyrektora Centrum „Instytut Wielkopolski”, przewodniczącego Zespołu Studiów Słowiańskich i Wschodnioeuropejskich Komitetu Nauk Historycznych Polskiej Akademii Nauk, a także wiceprezydenta Commission Internationale des Études Historiques Slaves. Był członkiem Komisji Historii Kobiet przy Komitecie Nauk Historycznych Polskiej Akademii Nauk. Jest członkiem: International Commission of Historical Demography, Polskiego Towarzystwa Historycznego, Komisji Historycznej Poznańskiego Towarzystwa Przyjaciół Nauk. Członek-założyciel Polskiego Towarzystwa Studiów Żydowskich.
Został wybrany na członka Komitetu Nauk Historycznych PAN na kadencję 2020–2023 oraz 2024–2027.

## Ważniejsze publikacje
- Rodzina poznańska w I połowie XIX wieku (1994)
- Siła mitu. Żydzi w Poznańskiem w dobie zaborów w piśmiennictwie historycznym (2004)
- Mechanizmy zamorskich migracji łańcuchowych w XIX wieku: Polacy, Niemcy, Żydzi, Rusini. Zarys problemu (wraz z Dorotą Praszałowicz i Andrzejem A. Ziębą; 2004)